# Khamanon
Khamanon (oder Khamano; Panjabi ਖਮਾਣੋਂ) ist eine Stadt im indischen Bundesstaat Punjab.
Khamanon befindet sich im Norden des Distrikts Fatehgarh Sahib – 22 km nordnordwestlich der Distrikthauptstadt Sirhind-Fatehgarh Sahib. Die Stadt liegt an der nationalen Fernstraße NH 95 (Ludhiana–Chandigarh), an welcher auch die Städte Samrala (15 km westlich) und Morinda (14 km östlich) liegen. Khamanon ist über eine Bahnverbindung mit diesen beiden Städten verbunden.
Die Stadt entstand 1997, als die Dörfer Khamanon Kalan, Khamanon Khurd und Khamanon Kamli zum Nagar Panchayat Khamanon zusammengefasst wurden.
Beim Zensus 2011 betrug die Einwohnerzahl von Khamanon 10.135. 10 Jahre zuvor lag die Einwohnerzahl noch bei 8842.
Khamanon ist Verwaltungssitz des gleichnamigen Tehsils und Blocks. Die beiden Verwaltungseinheiten erstrecken sich über eine landwirtschaftlich geprägte Region.